# کوه تارکو
کوه تارکو (به لاتین: Taroko Mountain) یک کوه در تایوان است که در Xiulin, Hualien واقع شده‌است. کوه تارکو ۳٬۲۸۳ متر بالاتر از سطح دریا واقع شده‌است.